# Opération Paukenschlag

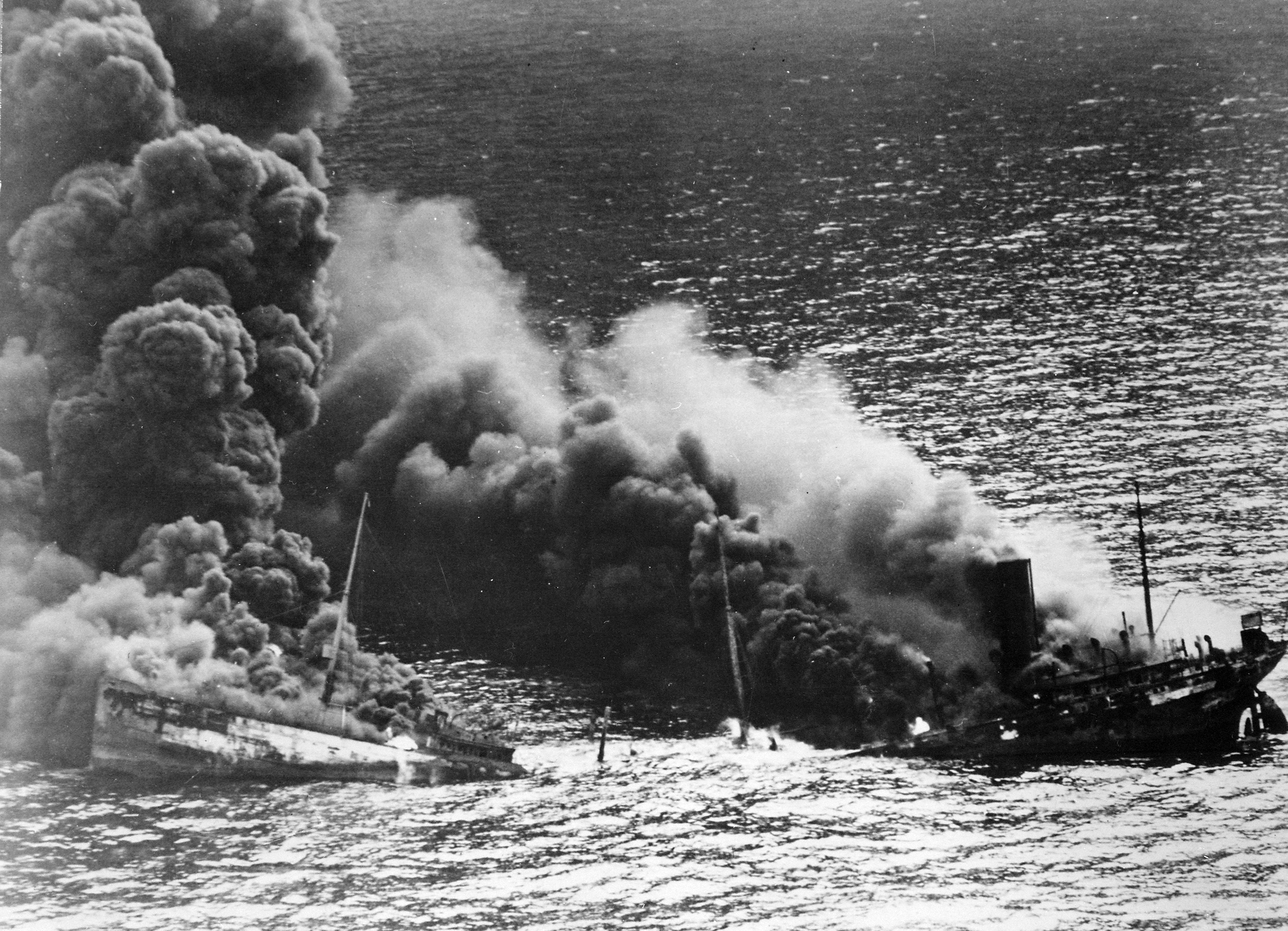
Le tanker Dixie Arrow torpillé par le sous-marin allemand U-71.

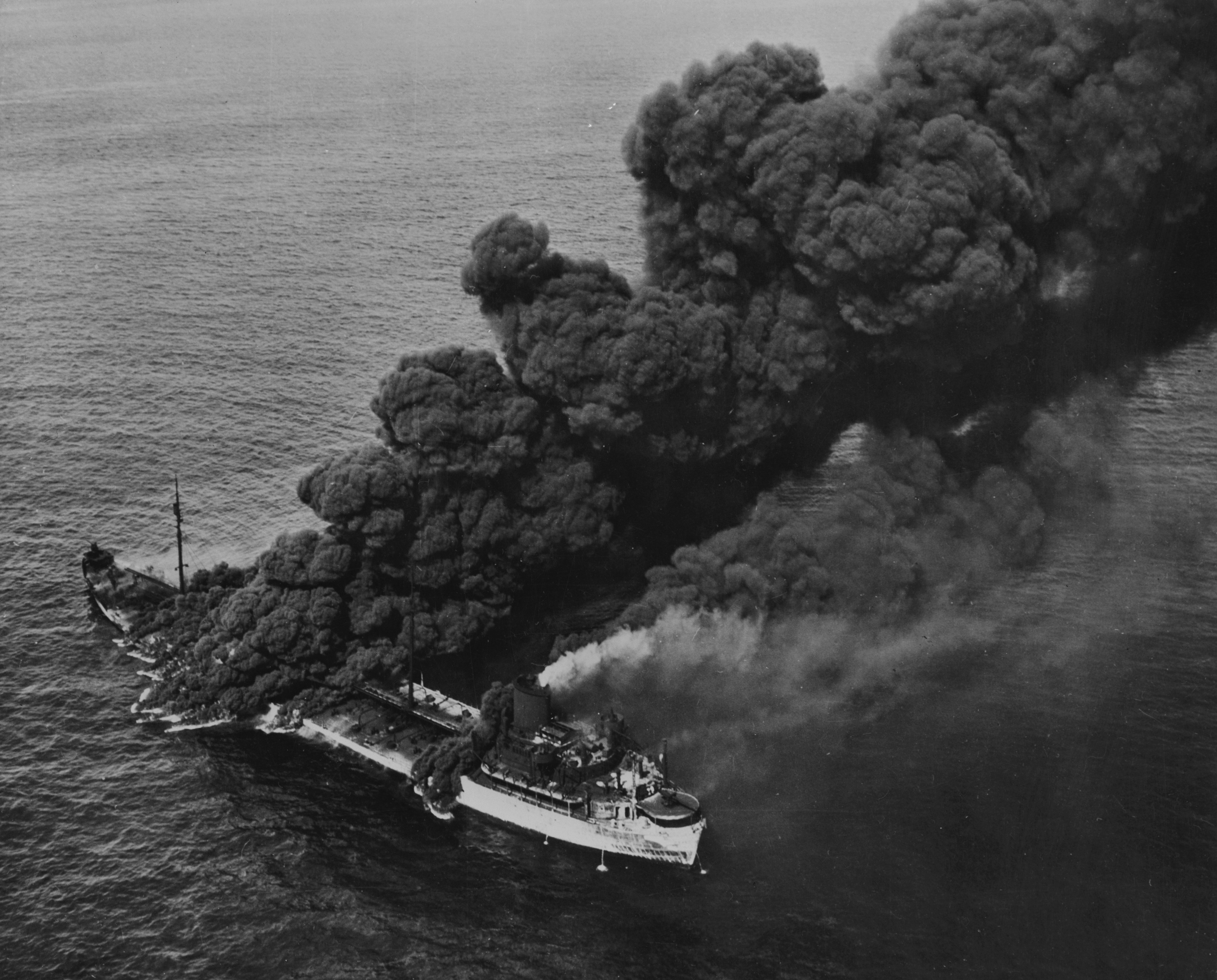
Le tanker MS Pennsylvania Sun torpillé par le sous-marin allemand U-571 le 15 juillet 1942.

L'opération Paukenschlag (Unternehmen Paukenschlag pour les Allemands, opération Drumbeat pour les Alliés, parfois appelée opération coup de cymbales par les Français) désigne l'attaque de la côte Est des États-Unis par des U-Boote allemands pendant la Seconde Guerre mondiale.
L'opération, qui s'inscrit dans le cadre de la seconde bataille de l'Atlantique, fut surnommée la « saison de chasse américaine » par les commandants des sous-marins allemands.
De janvier à août 1942, la marine allemande profite de la faiblesse et de la désorganisation des défenses américaines (pas d'extinction des lumières, pas de protection des raffineries) pour couler 1 006 navires (dont 400 tankers transportant du pétrole), soit un tonnage de 5,1 millions de tonnes ; elle y perd 29 U-Boote.
En raison de leurs résultats prolifiques, les sous-mariniers allemands qualifient cette période de « temps heureux » ou de « période dorée ».

## Guerre contre l'Amérique
Après l'attaque surprise des Japonais sur Pearl Harbor le 7 décembre 1941, Adolf Hitler déclare à son tour la guerre aux États-Unis. Il le fait rapidement, dès le 11 décembre et lève toutes les restrictions interdisant aux sous-marins allemands d'attaquer des navires américains — interdiction au demeurant mal observée au cours derniers mois de 1941. Les U-Boote attaquaient en pratique les convois américains dans l'Atlantique Nord sans cibler leurs navires d'escorte. Cela ouvre un nouveau champ d'opérations à Karl Dönitz, qui établit immédiatement des plans d'attaque éclair le long de la côte Est américaine.
Dönitz voulait utiliser 12 sous-marins de type IX, les seuls U-Boote de croisière disposant de l'autonomie nécessaire pour naviguer aussi loin. Il est contraint de réduire ce nombre à 6 U-Boote, Hitler voulant en envoyer dans la région de Gibraltar. L'un des 6 U-Boote manque à l'appel, l'U-128, immobilisé par des réparations urgentes. Ainsi, un groupe de 5 U-Boote participe à cette opération : U-66, U-109, U-123, U-125 et U-130. Ils sont surnommées : les drumbeaters.

## U-Boote en Amérique
L'U-125 (commandé par le Kapitänleutnant Ulrich Folkers) est le premier à partir le 18 décembre 1941, suivi de l'U-123 (Kapitänleutnant Reinhard Hardegen) le 23 et l'U-66 (korvettenkapitän Richard Zapp) le 24. 
Finalement les deux derniers des U-Boote Paukenschlag, l'U-130 (Korvettenkapitän Ernst Kals) et l'U-109 (Kapitänleutnant Heinrich Bleichrodt) appareillent le 27. Plus de deux semaines sont nécessaires pour atteindre les eaux américaines. 
Ils avaient pour ordre strict de n'attaquer personne sur leur parcours, sauf si une cible particulièrement intéressante se présentait (cela signifiait un grand navire de guerre comme un croiseur, un transporteur ou un navire de combat, ainsi que l'a déclaré Dönitz : « Nous ne laissons jamais un 10 000 tonneaux nous passer devant. »)

## Première torpilles
Tous les U-Boote du groupe devaient être en position pour lancer leurs attaques le 13 janvier 1942, à la même heure. 
Sans attendre, l'U-123 coule un premier navire dès le 11, le SS Cyclops, tandis que l'U-130 torpille deux navires les deux jours suivants. Ils coulèrent en moyenne un navire par jour, naviguant vers le sud aussi loin que le cap Hatteras, en Caroline du Nord.
Cette première offensive le long de la côte américaine prend fin le 6 février 1942 et les U-Boote rejoignent leurs ports d'attache.
Ils ont coulé 24 navires et endommagé 2 pour un total de 156 939 tonneaux, le Kapitänleutnant Reinhard Hardegen de l'U-123 ayant coulé 9 bâtiments et endommagé 1 navire à lui seul, soit un total de 53 173 tonneaux.
| Date        | U-boot | Navire attaqué           | Pavillon    | Tonnage (tjb) | Notes                               |
| ----------- | ------ | ------------------------ | ----------- | ------------- | ----------------------------------- |
| 11 Jan 1942 | U-123  | Cyclops (1906)           | Royaume-Uni | 9,076         |                                     |
| 13 Jan 1942 | U-130  | Frisco (1939)            | Norvège     | 1,582         |                                     |
| 13 Jan 1942 | U-130  | Friar Rock (1921)        | Panama      | 5,427         | Convoi SC-64                        |
| 14 Jan 1942 | U-123  | Norness (1939)           | Panama      | 9,577         |                                     |
| 15 Jan 1942 | U-123  | Coimbra (1937)           | Royaume-Uni | 6,768         |                                     |
| 17 Jan 1942 | U-123  | Octavian (1938)          | Norvège     | 1,345         |                                     |
| 18 Jan 1942 | U-66   | Allan Jackson (1921)     | États-Unis  | 6,635         |                                     |
| 19 Jan 1942 | U-66   | Lady Hawkins (1928)      | Canada      | 7,988         |                                     |
| 19 Jan 1942 | U-123  | Norvana (1920)           | États-Unis  | 2,677         |                                     |
| 19 Jan 1942 | U-123  | City of Atlanta (1904)   | États-Unis  | 5,269         |                                     |
| 19 Jan 1942 | U-123  | Ciltvaira (1905)         | Lettonie    | 3,779         |                                     |
| 19 Jan 1942 | U-123  | Malay (1921)             | États-Unis  | 8,206         | endommagé au canon et une torpille. |
| 21 Jan 1942 | U-130  | Alexandra Høegh (1935)   | Norvège     | 8,248         |                                     |
| 22 Jan 1942 | U-66   | Olympic (1907)           | Panama      | 5,335         |                                     |
| 23 Jan 1942 | U-109  | Thirlby (1928)           | Royaume-Uni | 4,887         | Convoi SC-66                        |
| 24 Jan 1942 | U-66   | Empire Gem (1941)        | Royaume-Uni | 8,139         |                                     |
| 24 Jan 1942 | U-66   | Venore (1921)            | Royaume-Uni | 8,017         |                                     |
| 25 Jan 1942 | U-123  | Culebra (1919)           | Royaume-Uni | 3,044         | Convoi ON-53                        |
| 25 Jan 1942 | U-130  | Varanger (1925)          | Norvège     | 9,305         |                                     |
| 26 Jan 1942 | U-125  | West Ivis (1919)         | États-Unis  | 5,666         |                                     |
| 27 Jan 1942 | U-123  | Pan Norway (1931)        | Norvège     | 9,231         | Convoi ON-56                        |
| 27 Jan 1942 | U-130  | Francis E. Powell (1922) | États-Unis  | 7,096         |                                     |
| 27 Jan 1942 | U-130  | Halo (1920)              | États-Unis  | 6,983         | endommagé au canon                  |
| 1 Fev 1942  | U-109  | Tacoma Star (1919)       | Royaume-Uni | 7,924         |                                     |
| 5 fev 1942  | U-109  | Montrolite (1929)        | Royaume-Uni | 11,309        |                                     |
| 6 fev 1942  | U-109  | Halcyon (1917)           | Panama      | 3,531         |                                     |

## Prolongation de l'offensive en Amérique
L'opération Drumbeat constitue la première vague d'assaut, portée par les cinq grands sous-marins mobilisés. Paukenschlag reposant sur l'effet de surprise, elle est un succès de ce point de vue.
Il y eut plusieurs autres expéditions d'U-Boote dans les eaux américaines, ceux-ci n'étant pas les Drumbeaters initiaux.
Au moment où les Drumbeaters atteignaient leurs bases françaises en février 1942, la vague suivante d'U-Boote a déjà frappé durement. Les expéditions suivantes comptent des commandants parmi les plus aguerris de la marine allemande, comme Topp (U-552), Hardegen (U-123), Witt (U-129), Degen (U-701), Schnee (U-201), Mohr (U-124) et Lassen (U-160) pour n'en nommer que quelques-uns.

## Ravitaillement par lesMilchkühe
Pour accomplir la traversée, malgré le soutien des sous-marins ravitailleurs Milchkühe (« vaches à lait » : des U-Boote de type XIV), certains U-Boote de type VII plus petits, sacrifièrent une grande partie de leur eau potable en la remplaçant par du carburant, diesel. 
Début mai 1942, le Milchkuh U-459 ravitaille quinze sous-marins au nord-ouest des Bermudes. Ceci augmente considérablement la portée comme la durée des patrouilles : jusqu'à quatre semaines pour les U-Boote de type VII et jusqu'à huit semaines pour ceux de type IX. Ce qui procura à Dönitz la possibilité d'attaquer beaucoup plus au sud qu'auparavant.

## Golfe du Mexique
L'U-507 (commandé par le Korvettenkapitän Harro Schacht) fut le premier à couler un navire dans le golfe du Mexique, le 4 mai 1942, en torpillant le cargo Norlindo (2 686 tonneaux) à l'ouest-nord-ouest de Key West. 
Pendant le reste du mois de mai 1942, un vaisseau américain est perdu presque chaque jour. Le dernier bâtiment sera coulé dans le golfe du Mexique le 4 septembre 1942.

## Navigation en convois
À partir de la mi-mai 1942, soit plus de quatre mois après les premières attaques, les États-Unis décident de naviguer en convois le long de la côte Est. Ces regroupements se révèlent efficaces dès le début, ainsi que l'avaient conseillé au commandement de la marine américaine les Britanniques, qui opéraient de cette manière depuis plus de deux années. 
La navigation en convois est adoptée par les Alliés dans les Caraïbes en juillet 1942 ; plus complexe que le dispositif employé le long de la côte américaine, il nécessite l'assistance de corvettes britanniques et canadiennes. Vingt navires furent coulés dans les eaux du Panama.
Le 19 juillet 1942, Dönitz rappelle les deux derniers U-Boote opérant au cap Hatteras, l'U-754 et l'U-458 ; huit jours plus tard, il réoriente les objectifs des sous-marins vers la destruction du trafic marchand dans l'Atlantique Nord. Les opérations de guerre sous-marine allemande en Amérique du Nord s'achèvent.

## Statistiques
Au cours des six premiers mois de l'offensive des U-Boote allemands devant la côte est-américaine, quelque 397 navires totalisant plus de 2 millions de tonneaux sont coulés, et on compte environ 5 000 morts.
Pendant cette opération, seulement sept U-Boote (U-85, U-352, U-157, U-158, U-701, U-153 et U-576) sont perdus. Il n'y eut des survivants que pour les équipages de l'U-352 (33) et de l'U-701 (7) ; les autres sous-marins coulent avec la totalité de leurs membres d'équipage. 302 sous-mariniers Allemands sont morts dans ces sept U-Boote.
De janvier à août 1942, les meutes d'U-Boote torpillent 609 navires pour un tonnage de 3,1 millions de tonneaux et perdent 22 U-Boote.